# A melankólia anatómiája
A The Anatomy of Melancholy (eredeti angol címe: The Anatomy of Melancholy, What it is: With all the Kinds, Causes, Symptomes, Prognostickes, and Several Cures of it. In Three Maine Partitions with their several Sections, Members, and Subsections. Philosophically, Medicinally, Historically, Opened and Cut Up.) Robert Burton angol író műve, melyet először 1621-ben adtak ki.

## Áttekintés
Látszatra a könyv orvosi kézikönyv, melyben Burton skolasztikus képzettségét felhasználva vizsgálja a melankóliát (korabeli kifejezés, mely magába foglalja a ma klinikai depressziót és egyéb, képzelt betegségeket).
Bár a könyv látszatra gyógyászati célokat szolgál, Burton alkotása több ennél: nemcsak tudományos, filozófiai, hanem irodalmi alkotás is, amely jóval szélesebb témákat érint, mint azt címe sugallja.
Az Anatómia valójában a melankóliát használja "szemüvegként", hogy azon keresztül vizsgáljon és elemezzen mindenféle emberi érzelmet. Burton lényegében a teljes 17. századi irodalmat céljai szolgálatába állította.
Szatirikus előszavában így köszönti az olvasót a Burtont megszemélyesítő karakter (Demokritosz Junior): "A depresszióról írok, hogy ezzel is elkerüljem a depressziót." A könyv rendkívül sokrétű, számos kitérőt és kommentárt tartalmaz. Orvosi és történeti érdemei mellett az Anatómia legnagyobb erőssége a kitárgyalt témák sokfélesége, az emésztéstől kezdve a goblinokon át Amerika földrajzáig. Emellett Burton egyedi írói stílusa teszi az olvasó számára rendkívül vonzóvá. Az Anatómia egyszerre tud komoly és szatirikus hangvételű lenni, a könyvet áthatja Burton "sajátos humora" és különös, kanyargós, folyton kitérőkre tévedő stílusa, mely azt az érzést kelti, hogy Burton úgy vetette papírra gondolatait, ahogyan azok eszébe ötlöttek.

## Kiadása
Burton kényszeresen javítgatta műveit és élete során az Anatómiának öt javított és bővített kiadása jelent meg. Először 1621-ben adták ki, de később olykor feledésbe merült – leghosszabb ideig 1676 és 1800 között. Mivel az Anatómiának egyetlen kézirata sem maradt fenn, a későbbi kiadások általában a Burton élete során megjelent kiadásokat vették alapul. Az első kiadások mára már közkinccsé váltak, melyek számos online forrásból – köztük a Gutenberg projekten keresztül – teljes egészében elérhetők. Napjainkban számos új kiadás jelent meg, amit a könyv szerzői jogi státusza és az újra feltámadt érdeklődés magyaráz. Legutoljára 2001-ben jelent meg az 1931-es kiadás a The New York Review of Books kiadó NYRB Classics sorozatában (ISBN 0-940322-66-8).

## Tartalma
Burton a következőképpen határozta meg a könyv tárgyát:
A melankólia, a jelen értekezés tárgya, lehet lelkiállapot vagy megszokás következménye. Lelkiállapotként, a melankólia olyan átmeneti érzelem, amely a legkisebb bú, bánat, szükséglet, betegség, baj, félelem, gyász, érzelem vagy az értelem megzavarásakor jelentkezik, a gond, elégedetlenség vagy gondolatok bármely formája, amely kínt, unalmat, elnehezedést és a lélek felzaklatását idézi elő, bármilyen módon ellentétes a vidámsággal, az örömmel, a jókedvvel, az élvezettel, amely konokságot vagy ellenszenvet okoz. Hasonlóképpen és helytelenül melankolikusnak hívjuk azt, ami unalmas, szomorú, savanyú, idomtalan, rosszakaratú, magányos vagy elégedetlen. Ezektől a melankolikus diszpozícióktól senki élő nem szabadulhat, sem a sztoikusok, sem a bölcsek, sem a boldogok, sem a türelmesek, sem a bőkezűek vagy isteniek nem vonhatják ki magukat befolyása alól, bármilyen összeszedett is, előbb vagy utóbb, megérzi hatását. A melankólia ebben az értelemben a halandók egyik ismertetőjele. A másik melankólia, amelyet tárgyalni fogunk, szokás, komoly betegség, egy meghatározott hangulat, ahogyan azt Aurelianus és mások hívták, nem tévelygő, hanem állandósult: mivel régóta növekedett, mostanra (bármilyen kellemes vagy fájdalmas) a szokások részese és szinte lehetetlen megszabadulni tőle.
A téma tárgyalásában Burton szinte minden korabeli tudományágból merített, legyen az pszichológia, orvostudomány, asztronómia, meteorológia, teológia vagy éppen asztrológia és démonológia.
A könyvben terjedelmes idézetek találhatók különféle ókori és középkori szerzőktől, Hippokratésztől kezdve Arisztotelészen át Galénoszig, az Anatómia rendkívül sok utalást tartalmaz mások műveire. Burton latinos műveltsége okán számos latin verset is a könyvbe illesztett és az idézetek közül sokat eredeti nyelvén hagyta meg.
Az Anatómia igen hosszú mű, első kiadása közel 900 oldalas volt, és a további kiadások még hosszabbak lettek. A könyvet Burton három részre osztotta. Az első részben található az előszó ("Democritus Junior to the Reader"), egy latin költemény ("Democritus Junior to His Book"), egy figyelmeztetés ("To The Reader Who Employs His Leisure Ill"), a következő részek kivonata és egy költemény, mely a külső borítót taglalja. A könyv többi része is hasonlóan kimerítő alapossággal íródott: az első rész a közönséges melankólia okait és tüneteit tárgyalja nagy alapossággal, a második rész a lehetséges gyógymódokat veszi számba, míg a harmadik részben a melankólia különös fajtáival foglalkozik, melyet a szerelmesek vagy a mélyen vallásos emberek érezhetnek.
A legtöbb modern kiadásban ezen felül igen terjedelmes jegyzetek található (és a legtöbb idegen nyelvű – latin – szöveget lefordították).

## Fogadtatása
Az Anatómiának számos korabeli csodálója volt, köztük Samuel Johnson, Laurence Sterne, Charles Lamb és John Keats (aki azt állította, hogy ez a kedvenc könyve), illetve napjainkból Stanley Fish, Philip Pullman, Jorge Luis Borges, Nick Cave, Samuel Beckett és Jacques Barzun (aki a 20. századi pszichiátria előfutárát látta benne). A mai kritikusok az Anatómiát egy különös író máig fontos művének tartják.

## Fordítás
- Ez a szócikk részben vagy egészben  a   The Anatomy of Melancholy című angol Wikipédia-szócikk fordításán alapul.  Az eredeti cikk szerkesztőit annak laptörténete sorolja fel. Ez a jelzés csupán a megfogalmazás eredetét és a szerzői jogokat jelzi, nem szolgál a cikkben szereplő információk forrásmegjelöléseként.

## További olvasmányok
- William Monahan. „Remedial Reading: William Monahan on The Anatomy of Melancholy, by Robert Burton, introduction by William H. Gass”, Bookforum. [2006. november 12-i dátummal az eredetiből archiválva] (Hozzáférés: 2007. április 14.)